# Загорє (Светий Томаж)
Загорє (словен. Zagorje) — поселення в общині Светий Томаж, Подравський регіон‎, Словенія.